# Sargent House
Sargent House — це менеджерська компанія та лейбл із розташуванням у Лос-Анджелесі. Був заснований у червні 2006 року Кеті Пеллоу, яка працює комісаром з питань відеокліпів у компанії Atlantic Records, і якій до того ж належить компанія з виробництва музичних відеокліпів під назвою Refused TV. Пеллоу розпочала кар'єру музичного менеджера зі співпраці з рок-колективом Rx Bandits у 2006. Гурт потребував когось, хто б зайнявся випуском їхнього нового альбому ...And the Battle Begun, тож Пеллоу вирішила створити і запустити свій власний музичний лейбл (в першу чергу з цікавості — щоб спробувати все організувати по-іншому, ніж це зазвичай роблять рекордингові лейбли). І починаючи з цього моменту, Пеллоу стала займатися музичними гуртами та випускати їхні записи — і все це під маркою Sargent House.
Хронологічно, якщо брати до уваги момент першої співпраці Пеллоу із ними, Sargent House працював над записами таких гуртів як RX Bandits, These Arms Are Snakes, Maps & Atlases, Russian Circles, Tera Melos, Fang Island, Daughters, Red Sparowes, Good Old War, Native, This Town Needs Guns, Bygones, Lisa Papineau, Big Sir, Cast Spells, Zechs Marquise, Zach Hill, Le Butcherettes, Adebisi Shank, Hella, And So I Watch You From Afar та Helms Alee. Окрім того, Пеллоу має доступ до управління компанією Rodrigues Lopez Productions, заснованою гітаристом гурту The Mars Volta — Омаром Родрігес-Лопезом. Санні Кай прийшов від лейблу Gold Standard Labs, щоб стати артдиректором лейблів Rodriguez Lopez Productions (RLP) та Sargent House. Проект RLP був запущений у березні 2009, із першим релізом від групи El Grupo Nuevo de Omar Rodriguez Lopez під назвою Cryptomnesia, який вийшов 5 травня 2009 року.
На сьогодні всі гурти, які розвивалися під опікою Sargent House, мають релізи під їхнім лейблом. Лейбл суворо дотримується політики «без експансії», таким чином віддаючи перевагу релізам гуртів, які давно ввійшли у сім'ю Sargent House, яка все росте й росте.

## Кеті Пеллоу про лейбл
| «Це дуже схоже на Discords… якщо порівнювати з чимось, що існувало до цього. Ви знаєте, у Яна Маккея була така реакція на ситуацію: „Гей, ми хочемо робити мистецтво таким, яким нам заманеться. Ми не хочемо, щоб над нашою творчістю мали владу інші речі. І записи не потребують стільки грошей, щоб ми йшли і позичали їх в когось, хто потім вважатиме себе вправі казати нам як і що робити.“»[1] Оригінальний текст (англ.) «It's very much like Discords… if I had to compare it to somthing that's existed before. You know, Ian MacKaye was like „Hey, we wanna do stuff the way we want. We don't want to be governed by other things. And records don't need to cost so much money that we need to go and borrow it from someone else who then has a say in what we do.“» |

## Гурти та виконавці, альбоми яких випускалися під лейблом Sargent House / Rodriguez Lopez Productions
- Adebisi Shank
- And So I Watch You From Afar
- Big Sir
- Boris
- Bosnian Rainbows
- Bygones
- Cast Spells
- Chelsea Wolfe
- Crypts
- Daughters
- Deafheaven
- Deantoni Parks
- Fang Island
- Good Old War
- Gypsyblood
- Hella
- Helms Alee
- Indian Handcrafts
- Le Butcherettes
- Lisa Papineau
- Love You Moon
- Maps & Atlases
- ME&LP
- Mylets
- Native
- Nurses
- Omar Rodriguez Lopez
- Red Fang
- Red Sparowes
- Russian Circles
- RX Bandits
- Tera Melos
- Therapies Son
- This Town Needs Guns
- Zach Hill
- Zechs Marquise
- Zorch (Austin,TX)